# Ustje
Ustje é uma vila localizada no município de Ajdovščina na Eslovênia. Possuía uma população estimada de 344 habitantes em 2020.